# Teresa Francés
Teresa Francés Aguado (Elda, 21 de abril de 1994) es una exjugadora de balonmano española.

## Trayectoria
Empezó jugando al balonmano en su colegio, el Pintor Sorolla de su ciudad natal. Fue parte de la selección infantil valenciana que se alzó con el título de Campeona de España en 2008.
Debutó con el Club Balonmano Elda Prestigio, con 16 años, en el año 2010. Esa misma temporada debutó en la competición europea, la EHF European Cup. Con el conjunto eldense compitió en la Champions League, la Recopa de Europa y la misma EHF European Cup. Extremo derecha, era una goleadora nata, lo que demuestra sus grandes registros de más de 1000 goles en División de Honor. Con el conjunto alicantino llegó a jugar una final de Copa de la Reina en 2011. Antes de su salida del equipo valenciano tuvo un problema disciplinario.
Se mudó al Club Balonmano Alcobendas en 2012 y, con el equipo madrileño jugó con la EHF European Cup y la Challenge Cup en tres temporadas (2012/13, 2013/14 y 2016/17).
Fue 56 veces internacional con las selecciones españolas de base (33 con la selección junior, disputando 1 mundial, en el que compartió equipo con Lara González, Teresa Álvarez, Patricia Encinas o Paula García, y 1 europeo y 23 con la juvenil, incluido el europeo del 2011), anotando un total de 187 goles. Jugó un mundial universitario, quedando en 5.ª posición, con otras grandes jugadoras de su generación como Silvia Arderíus, Maite Zugarrondo. Formó parte del programa Objetivo 2021 junto a otras jóvenes jugadoras como June Loidi, Ona Vegué, María Palomo, Nicole Wiggins o Judith Vizuete.
Entre 2016 y 2018 sufrió varias lesiones que la mantuvieron muchos partidos fuera del terreno de juego y volvió para ayudar al Alcobendas a volver a la División de Honor. En 2018 empezó a compaginar su trabajo como enfermera con la práctica a alto nivel del balonmano. En 2020, colgó las zapatillas, con 26 años.

### Clubes
- 2010-12: Elda Prestigio
- 2012-20: Club Balonmano Alcobendas

## Vida
Actualmente trabaja de enfermera.